# Parafia Niepokalanego Poczęcia Najświętszej Maryi Panny w Połczynie-Zdroju
Parafia pw. Niepokalanego Poczęcia Najświętszej Maryi Panny w Połczynie-Zdroju – została utworzona 1 lipca 1951. Należy do dekanatu Połczyn-Zdrój, diecezji koszalińsko-kołobrzeskiej, metropolii szczecińsko-kamieńskiej. Siedziba parafii (dom parafialny) mieści przy ul. Jana Pawła 2 (dawniej zwaną ul. 22 Lipca). 

## Miejsca święte

### Kościół parafialny
Kościół pw. Niepokalanego Poczęcia Najświętszej Maryi Panny w Połczynie-Zdroju
Kościół parafialny został zbudowany w XIV/XV wieku w stylu gotyckim, przebudowany w XIX wieku w stylu neogotyckim. Mieści się między ulicami Mariacką i 5 Marca,

### Kościoły filialne i kaplice
- Kaplica pw. św. Stefana w Połczynie-Zdroju
- Kaplica pw. Najświętszej Maryi Panny Królowej Polski w szpitalu w Połczynie-Zdroju
- Punkt odprawiania Mszy św. w Zajączkówku